# بخش ملکسکی
بخش ملکسکی (به لاتین: Melekessky District) یک منطقهٔ مسکونی در روسیه است که در استان اولیانوفسک واقع شده‌است.